# Ponte di Mezzo
Il ponte vecchio, detto di Mezzo è un ponte sull'Arno a Pisa. Situato idealmente nel centro della città, collega piazza Garibaldi, nella parte di Tramontana, a piazza XX Settembre, a Mezzogiorno, ove si trovano il Palazzo Pretorio, il Municipio e le logge di Banchi.

## Storia

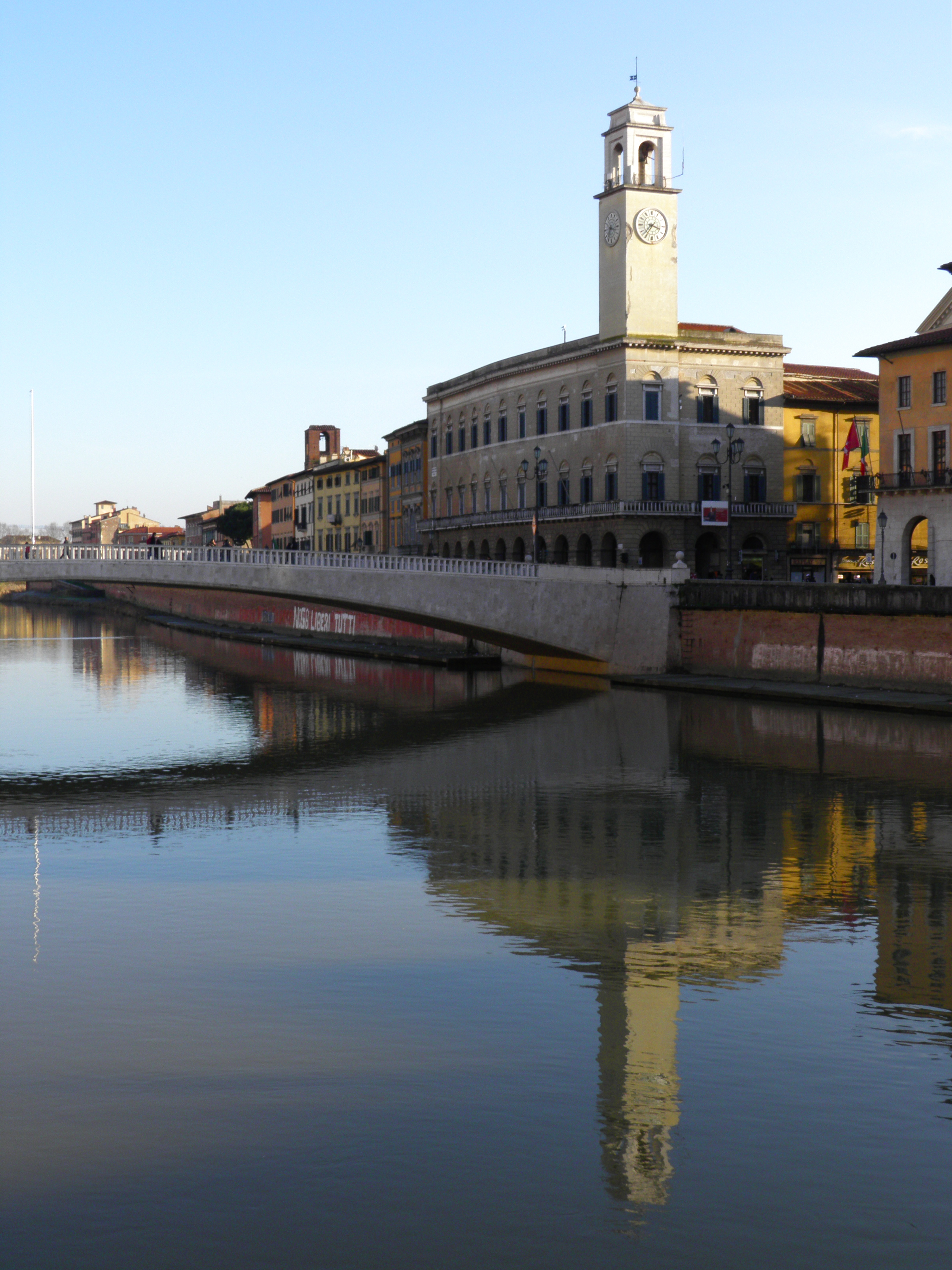
Il Palazzo Pretorio, con la torre dell'orologio, a un'estremità del Ponte di Mezzo

Fino al XII secolo Pisa era dotata solo di un ponte, inizialmente in legno, che collegava le due sponde dell'Arno all'incirca nella posizione dove attualmente è presente la chiesa di Santa Cristina. L'origine di tale ponte può essere ricondotta ai Romani all'arrivo di un ramo della via Aemilia Scauri, poi conosciuta come via Julia Augusta, attuale percorso di via San Martino - via Curtatone. Solo nel 1035, anno della vittoria di Lipari, il ponte di legno fu ricostruito in pietra e spostato più a est, dove attualmente è il Ponte di Mezzo; il ponte fu restaurato su ordine di Pietro Gambacorta nel 1388, proprietario dell'omonimo palazzo.
Nel 1635 il ponte, noto all'epoca come Ponte Vecchio, crollò definitivamente a causa di una piena dell'Arno e la successiva opera di ricostruzione non si limitò all'essenziale, ma interessò tutte le zone limitrofe. L'opera, nel suo complesso, richiese circa trenta anni di lavoro. Alla direzione dei lavori si avvicendarono Bernardo Cantini, Alessandro Bortolotti e Francesco Nave con tre distinti progetti. Il primo fu dimissionario volontario, il secondo fu arrestato dopo il crollo del ponte ad una sola luce da lui arditamente (per l'epoca) costruito: l'opera durò infatti appena otto giorni. Il terzo invece realizzò un ponte a tre luci che realizzò anche "a spese" delle ultime otto botteghe sulla spalla destra, che furono demolite. Il ponte fu concluso nel 1660, ai quattro angoli dei suoi due ingressi furono posizionate quattro sfere che non mancarono di essere riproposte anche nella più recente ricostruzione.

Nei primi decenni del Novecento a Pisa entrò in servizio la rete tranviaria di Pisa, i cui binari interessarono anche il Ponte di Mezzo. 

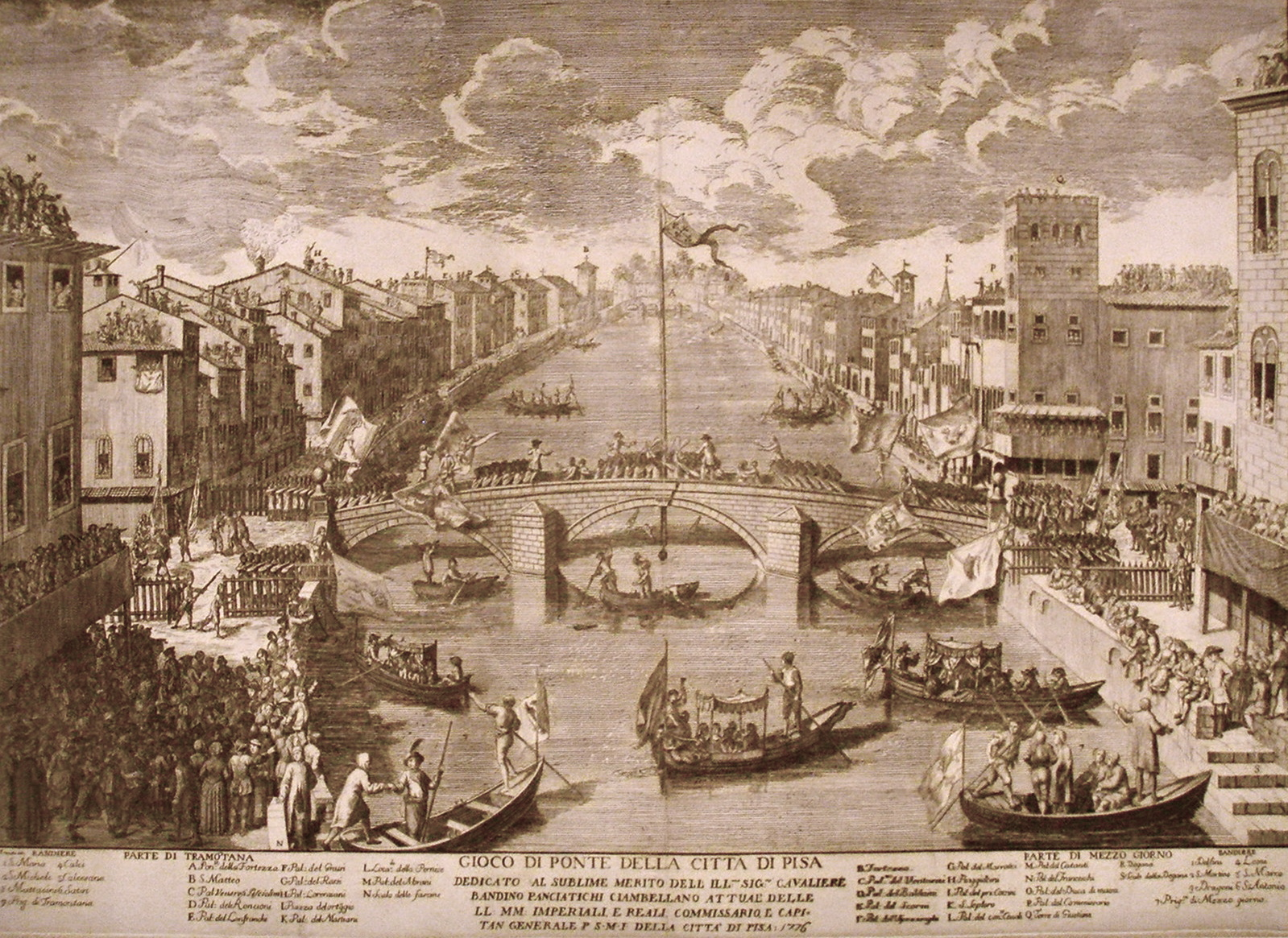
Il Gioco del ponte in una stampa settecentesca

Il 22 luglio 1944, durante la seconda guerra mondiale, le mine tedesche distrussero il ponte. Per la sua ricostruzione, molto richiesta dalla popolazione, fu indetto un referendum popolare per scegliere il progetto. La scelta cadde sulla soluzione ad un'unica luce in contrasto con quella auspicata dalla commissione esaminatrice: un ponte a tre luci. Nel 1946 fu istituito il concorso che portò alla conclusione della costruzione del ponte solo nel maggio del 1950, con un ritardo sulla consegna dovuto a problemi sia tecnici che burocratici. Il ponte fu costruito un po' più a valle del precedente in quanto era prevista l'apertura di una strada parallela a corso Italia, strada che non fu, nella realtà, mai realizzata; corso Italia e Borgo Stretto quindi perdevano così il collegamento diretto presente con l'opera precedente.
Successivamente il ponte è stato corredato di alcune rifiniture a ricordo dell'opera precedente. Tra queste possono essere elencate il rivestimento laterale di marmo e le quattro sfere all'ingresso del ponte.

### La ricostruzione
Il ponte precedente a quello attuale fu progettato su un'intuizione dell'architetto ed ingegnere Sergio Aussant, nato a Livorno il 4 maggio 1906 (figlio di Paolo, francese, laureato in Fisica a Parigi e docente alla Scuola normale superiore di Pisa e di Epodina Verge, russa di Odessa), in servizio presso la Soprintendenza ai Monumenti e Gallerie di Pisa e tra i fondatori dell'Accademia Nazionale dell'Ussero.
Dopo la distruzione avvenuta nella Seconda Guerra Mondiale, la ricostruzione del Ponte di Mezzo rappresentò per l'opinione pubblica pisana il simbolo della ricostruzione cittadina e fu al centro di numerose discussioni che portarono alla necessità di indire un referendum popolare per la scelta del progetto nel 1946: la scelta riguardava la ricostruzione del ponte a tre luci, come il precedente, oppure ad una sola luce. Il progetto denominato “Conte Ugolino” arrivò 1º tra i ponti ad una luce e 2º nella classifica generale del concorso nazionale dopo il progetto a tre luci “Post Fata Resurgo” di Ettore Fagiuoli. Le verifiche del Genio Civile ed i risultati del referendum popolare indicarono il progetto ad una luce come vincitore. Al progetto parteciparono gli architetti Renzo Bellucci, Giovanni Salghetti-Drioli e Raffaello Trinci, l'ingegner Luciano Morganti e lo scultore Mario Bertini.

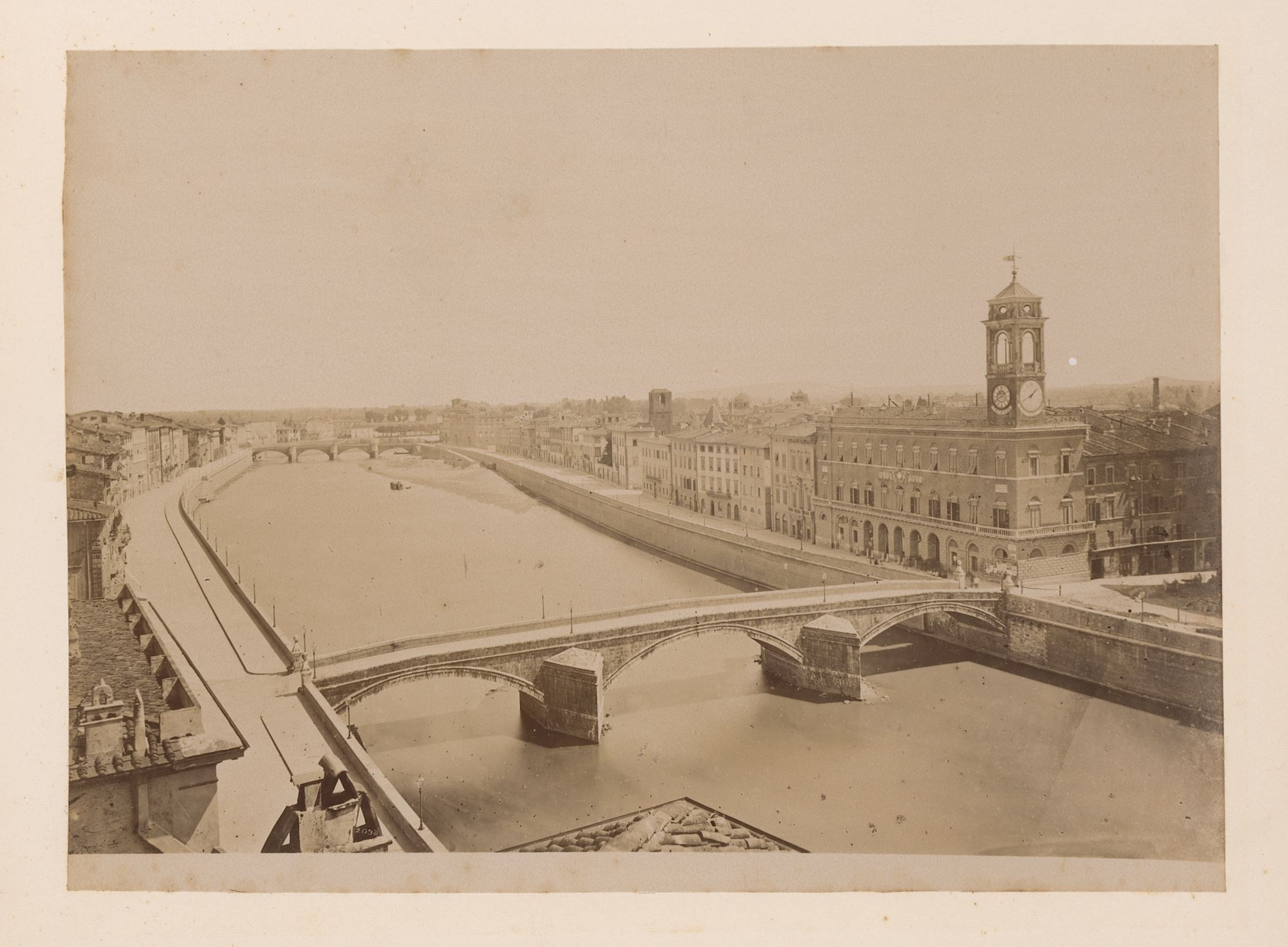
Il vecchio ponte in una foto della seconda metà del XIX secolo di Enrico Van Lint

La costruzione venne affidata alla società Ferrobeton Spa - fondata dal marchese Carlo Feltrinelli, padre di Giangiacomo Feltrinelli e di cui era amministratore delegato il patrizio pisano Agostino Agostini Venerosi della Seta (1894-1960) - su calcoli dell'ingegnere Giulio Krall per incarico del Ministero dei lavori pubblici negli anni 1947-1950. La Ferrobeton Spa, fondata nel 1908, fu tra le più importanti società di progettazione e di costruzione italiane, realizzando le opere di fondazione della prima metropolitana di Milano con un innovativo sistema ancora oggi conosciuto come "metodo Milano", i bacini di carenaggio dei porti di Napoli e di Genova, il grattacielo dei Mille a Catania e molti altri importanti progetti negli anni 1920-1970. L'innovativo ponte rappresenta un esempio di architettura postbellica che non ha uguali in tutto il corso dell'Arno e ha due gemelli sul Tevere a Roma, il ponte Testaccio ed il ponte Duca d'Aosta.
Può essere descritto con le parole che Franco Russoli pubblicò sul numero 3-4 del quadrimestrale “Paesaggio” del 1946:

## Descrizione
Il ponte è lungo 89 metri, ha un'altezza massima di 12,5 metri, ha un'unica campata con una luce massima di 72 metri. La struttura è in cemento armato, i fianchi sono rivestiti in pietra bianca di Verona; il manto stradale fino al marzo 2017 era ricoperto di sanpietrini in porfido, con al centro la riproduzione della croce pisana in tinta bianca. Oggi il manto è asfaltato e la croce pisana al centro è riprodotta in materiale plastico.

## Gioco del ponte
Sul Ponte di Mezzo si svolge il "Gioco del ponte", manifestazione storica che si svolge ogni anno l'ultimo sabato di giugno.